# Valdepeñas de la Sierra
Valdepeñas de la Sierra – gmina w Hiszpanii, w prowincji Guadalajara, w Kastylii-La Mancha, o powierzchni 70,05 km². W 2011 roku gmina liczyła 193 mieszkańców.